# Baraçal (Sabugal)
Baraçal ist eine Gemeinde (Freguesia) im portugiesischen Kreis Sabugal. In ihr leben 208 Einwohner (Stand 19. April 2021).